# Stenocorus univittatus
Stenocorus univittatus là một loài bọ cánh cứng trong họ Cerambycidae.